# 순씨팔룡
순씨팔룡(荀氏八龍)이란 후한의 명사이며 영천 영음의 호족이었던 순숙(荀淑) 소생의 여덟 아들들을 말한다. 순숙 본인도 덕이 높은 것으로 이름나 호를 “신군(神君)"이라 했다. 
순씨팔룡은 나이 순으로 다음과 같다.
1. 순검(荀儉) 자 백자(伯慈). 낭릉현장 역임.[2] 요절. 순열의 부친.
2. 순곤(荀緄) 자 중자(仲慈). 제남상 역임. 순연・순심・순욱의 부친.
3. 순정(荀靖) 자 숙자(叔慈), 호 현행선생(玄行先生). 출사하지 않고 50세에 졸.
4. 순도(荀燾) 자 자광(慈光). 효렴. 70세 졸.
5. 순왕(荀汪) 자 맹자(孟慈). 곤양현령 역임. 60세 졸.
6. 순상(荀爽) 자 자명(慈明). 사공 역임. 63세 졸.
7. 순숙(荀肅) 자 경자(敬慈) 무양현령 역임. 50세 졸.
8. 순부(荀旉) 자 유자(幼慈). 70세 졸.

아래 가계도에서 2째줄의 "숙"의 여덟 아들인 3째줄의 "검, 곤, 정, 도, 선, 상, 숙, 부"가 순씨팔룡에 해당한다. 